# Mike Posner
Michael "Mike" Posner (født 12. februar 1988) er en amerikansk Pop-sanger.
Mike Posner er en sangskriver og producer, som begår sig inden for electro/synth-pop og hiphop.
Han fik i 2009 en del opmærksomhed for sit mixtape, One Foot Out Of The Door, som indeholdt gæsteoptrædener fra navne som Kid Cudi, 3OH!3 og Bun B.
Mike Posner fik i sommeren 2009 en pladekontrakt med et stort etableret selskab, J Records.
Mike Posner udsendte i 2010 sit debutalbum, 31 Minutes to Takeoff som indeholder singlerne "Cooler Than Me" og "Please Don't Go". Han er også kendt for hittet "I Took A Pill In Ibiza," som i 2014 blev remixet af den norske duo SeeB og derefter genudgivet i 2015 i USA. Sangen toppede på den danske hitliste med en fjerdeplads.
Han har også skrevet og produceret musik for andre kunstnere, f.eks. Justin Bieber.